# ناصر میناچی
ناصر میناچی (زاده ۱۳۱۰ تهران – درگذشته ۵ بهمن ۱۳۹۲ تهران) وزیر تبلیغات و جهانگردی در دولت موقت مهدی بازرگان بود.

## زندگی
میناچی از یاران و همراهان علی شریعتی و از مؤسسان حسینیه ارشاد به‌شمار می‌رفت و تا پایان عمر نیز عهده‌دار سمت مدیریت این مرکز بود.
او پس از پیروزی انقلاب اسلامی و تشکیل دولت موقت، در کابینه بازرگان سمت «وزارت تبلیغات و جهانگردی» را عهده‌دار بود که به خاطر تعلق خاطرش به نام حسینه ارشاد، نام این وزارت‌خانه را به وزارت «ارشاد ملی» تغییر داد. با این حال امور مربوط به عرصه فرهنگ و هنر (تولیدات ادبی و هنری) در آن زمان زیرمجموعه وزارت‌خانه تحت امر میناچی نبود و عهده‌دار آن وزارت آموزش عالی بود.
میناچی از جمله افرادی بود که در کنار حقوقدانانی چون حسن ابراهیم حبیبی، ناصر کاتوزیان، احمد صدرحاج سید جوادی، محمدجعفر جعفری لنگرودی و عبدالکریم لاهیجی، در تهیه پیش نویس قانون اساسی جمهوری اسلامی نقش داشت. گرچه آن پیش‌نویس توسط مجلس خبرگان قانون اساسی کنار گذاشته شد و قانون اساسی فعلی ایران با تفاوت‌های اساسی با پیش‌نویس قبلی به تصویب رسید.

## وزارت و زندان
وزارت فرهنگ و هنر بعد از پیروزی انقلاب ۱۳۵۷، در دولت موقت به وزارت ارشاد ملی تغییر نام داد و بعضی زیرمجموعه‌های وزارت اطلاعات و جهانگردی را هم به عهده گرفت. ناصر میناچی، اولین وزیری بود که بر مسند این وزارتخانه نشست. وزارت اما برای او که بنیان‌گذار حسینیه ارشاد در تهران و از کسانی بود که در تهیه پیش‌نویس قانون اساسی جمهوری اسلامی نقش داشتند، چندان خوش‌یمن نبود و او مدتی پس از استعفای دولت موقت، بازداشت و زندانی شد.
بعد از اشغال سفارت آمریکا در تهران، دانشجویان خط امام، ناصر میناچی را به رابطه غیرمتعارف با کشور آمریکا متهم کردند. یک روز بعد از طرح ادعاهای آن‌ها در تلویزیون ایران یعنی در روز ۱۷ بهمن ماه ۱۳۵۸وزیر ارشاد در منزل خود بازداشت شد. او ۳۴ سال بعد در مصاحبه‌ای با وب سایت خبرآنلاین گفته‌است: «شب ریختند خانه ما، یک فردی بود به نام آقای غفارپور که نمی‌دانم چه لجاجتی با ما داشت، ما را ممنوع‌الخروج هم کرده بود. پیش از این ماجرا یک بار خدمت امام رسیدیم و گله کردیم که ما وزیر شما بودیم، این آقا یک قاضی معمولی است ما را ممنوع‌الخروج کرده، دیگر تا شاه عبدالعظیم هم نمی‌توانیم برویم».
بازداشت آقای میناچی با اعتراض و انتقاد اعضای شورای انقلاب بیشتر از ۲۴ ساعت دوام نیافت. او بعد از آزادی اعلام کرد که علیه دانشجویان خط امام اعلام جرم خواهد کرد مسئله‌ای که از سوی محمد موسوی خوئینی‌ها، حامی اصلی دانشجویان خط امام در آن زمان، توطئه خوانده شد و تا مدت‌ها این دو نفر رویاروی هم قرار گرفتند.

## درگذشت و تدفین
میناچی بعد از تحمل یک دوره بیماری صبح روز پنجم بهمن ۱۳۹۲ در سن ۸۲ سالگی درگذشت. او وصیت کرده بود در حسینیه ارشاد دفن شود و محل قبر نیز مشخص بود و مجوز لازم اخذ شده بود، اما تشییع‌کنندگان روز خاکسپاری با ممانعت مأموران روبرو شدند و امکان خاکسپاری در مکانی که میناچی به عنوان مقبره برای خود طراحی کرده بود، فراهم نشد. او در نهایت در آرامستان علی ابن جعفر در قم به خاک سپرده شد. چند تن از فعالان سیاسی قم از جمله سعید منتظری، احمد منتظری و فاضل میبدی در مراسم خاکسپاری میناچی شرکت داشتند و احمد منتظری بر پیکر او، نماز میت اقامه کرد.